# Cervières (Loire)
Cervières is een gemeente in het Franse departement Loire (regio Auvergne-Rhône-Alpes) en telt 121 inwoners (2009). De plaats maakt deel uit van het arrondissement Montbrison.

## Geografie
De oppervlakte van Cervières bedraagt 7,8 km², de bevolkingsdichtheid is dus 15,5 inwoners per km².
De onderstaande kaart toont de ligging van Cervières (Loire) met de belangrijkste infrastructuur en aangrenzende gemeenten.

## Demografie
Onderstaande figuur toont het verloop van het inwonertal (bron: INSEE-tellingen).